# 2001-es Formula–1 világbajnokság
A 2001-es Formula–1-es szezon volt az 52. FIA Formula One világbajnoki szezon, mely 2001. március 4-étől október 14-éig tartott, tizenhét futamon keresztül.
A világbajnok hatalmas fölénnyel, 58 pontos előnnyel, karrierje során negyedszer Michael Schumacher lett. A második helyen, Schumacher pontjainak alig több mint felét, 65 pontot szerezve a skót David Coulthard végzett. A harmadik Schumacher csapattársa, Rubens Barrichello lett 56 ponttal. A konstruktőri világbajnokság első helyén a Scuderia Ferrari végzett, míg második a McLaren lett. Ebben az évben mutatkozott be Fernando Alonso, Kimi Räikkönen és Juan Pablo Montoya is. A szezon végén visszavonult a kétszeres világbajnok Mika Häkkinen.

## Csapatok és versenyzők
| Csapat                      | Konstruktőr      | Modell     | Motor                   | Abroncs | #  | Versenyző             | Fordulók  | Tesztversenyző                                               |
| --------------------------- | ---------------- | ---------- | ----------------------- | ------- | -- | --------------------- | --------- | ------------------------------------------------------------ |
| Scuderia Ferrari Marlboro   | Ferrari          | F2001      | Ferrari 050 3.0 V10     | B       | 1  | Michael Schumacher    | Összes    | Luca Badoer                                                  |
| Scuderia Ferrari Marlboro   | Ferrari          | F2001      | Ferrari 050 3.0 V10     | B       | 2  | Rubens Barrichello    | Összes    | Luca Badoer                                                  |
| West McLaren Mercedes       | McLaren-Mercedes | MP4-16     | Mercedes FO110K 3.0 V10 | B       | 3  | Mika Häkkinen         | Összes    | Alexander Wurz                                               |
| West McLaren Mercedes       | McLaren-Mercedes | MP4-16     | Mercedes FO110K 3.0 V10 | B       | 4  | David Coulthard       | Összes    | Alexander Wurz                                               |
| BMW WilliamsF1 Team         | Williams-BMW     | FW23       | BMW P80 3.0 V10         | M       | 5  | Ralf Schumacher       | Összes    | Marc Gené                                                    |
| BMW WilliamsF1 Team         | Williams-BMW     | FW23       | BMW P80 3.0 V10         | M       | 6  | Juan Pablo Montoya    | Összes    | Marc Gené                                                    |
| Mild Seven Benetton Renault | Benetton-Renault | B201       | Renault RS21 3.0 V10    | M       | 7  | Giancarlo Fisichella  | Összes    | Mark Webber                                                  |
| Mild Seven Benetton Renault | Benetton-Renault | B201       | Renault RS21 3.0 V10    | M       | 8  | Jenson Button         | Összes    | Mark Webber                                                  |
| Lucky Strike BAR Honda      | BAR-Honda        | 003        | Honda RA001E 3.0 V10    | B       | 9  | Olivier Panis         | Összes    | Anthony Davidson Darren Manning Patrick Lemarié Szató Takuma |
| Lucky Strike BAR Honda      | BAR-Honda        | 003        | Honda RA001E 3.0 V10    | B       | 10 | Jacques Villeneuve    | Összes    | Anthony Davidson Darren Manning Patrick Lemarié Szató Takuma |
| B&H Jordan Honda            | Jordan-Honda     | EJ11       | Honda RA001E 3.0 V10    | B       | 11 | Heinz-Harald Frentzen | 1-7, 9-11 | Ricardo Zonta                                                |
| B&H Jordan Honda            | Jordan-Honda     | EJ11       | Honda RA001E 3.0 V10    | B       | 11 | Ricardo Zonta         | 8, 12     | Ricardo Zonta                                                |
| B&H Jordan Honda            | Jordan-Honda     | EJ11       | Honda RA001E 3.0 V10    | B       | 11 | Jarno Trulli          | 13-17     | Ricardo Zonta                                                |
| B&H Jordan Honda            | Jordan-Honda     | EJ11       | Honda RA001E 3.0 V10    | B       | 12 | Jarno Trulli          | 1-12      | Ricardo Zonta                                                |
| B&H Jordan Honda            | Jordan-Honda     | EJ11       | Honda RA001E 3.0 V10    | B       | 12 | Jean Alesi            | 13-17     | Ricardo Zonta                                                |
| Orange Arrows Asiatech      | Arrows-Asiatech  | A22        | Asiatech 001 3.0 V10    | B       | 14 | Jos Verstappen        | Összes    | Johnny Herbert                                               |
| Orange Arrows Asiatech      | Arrows-Asiatech  | A22        | Asiatech 001 3.0 V10    | B       | 15 | Enrique Bernoldi      | Összes    | Johnny Herbert                                               |
| Red Bull Sauber Petronas    | Sauber-Petronas  | C20        | Petronas 01A 3.0 V10    | B       | 16 | Nick Heidfeld         | Összes    | Felipe Massa                                                 |
| Red Bull Sauber Petronas    | Sauber-Petronas  | C20        | Petronas 01A 3.0 V10    | B       | 17 | Kimi Räikkönen        | Összes    | Felipe Massa                                                 |
| Jaguar Racing F1 Team       | Jaguar-Cosworth  | R2         | Cosworth CR-3 3.0 V10   | M       | 18 | Eddie Irvine          | Összes    | Tomas Scheckter                                              |
| Jaguar Racing F1 Team       | Jaguar-Cosworth  | R2         | Cosworth CR-3 3.0 V10   | M       | 19 | Luciano Burti         | 1-4       | Tomas Scheckter                                              |
| Jaguar Racing F1 Team       | Jaguar-Cosworth  | R2         | Cosworth CR-3 3.0 V10   | M       | 19 | Pedro de la Rosa      | 5-17      | Tomas Scheckter                                              |
| European Minardi F1         | Minardi-European | PS01 PS01B | European 3.0 V10        | M       | 20 | Tarso Marques         | 1-14      | Alex Yoong                                                   |
| European Minardi F1         | Minardi-European | PS01 PS01B | European 3.0 V10        | M       | 20 | Alex Yoong            | 15-17     | Alex Yoong                                                   |
| European Minardi F1         | Minardi-European | PS01 PS01B | European 3.0 V10        | M       | 21 | Fernando Alonso       | Összes    | Alex Yoong                                                   |
| Prost Acer                  | Prost-Acer       | AP04       | Acer 01A 3.0 V10        | M       | 22 | Jean Alesi            | 1-12      | Stéphane Sarrazin Pedro de la Rosa                           |
| Prost Acer                  | Prost-Acer       | AP04       | Acer 01A 3.0 V10        | M       | 22 | Heinz-Harald Frentzen | 13-17     | Stéphane Sarrazin Pedro de la Rosa                           |
| Prost Acer                  | Prost-Acer       | AP04       | Acer 01A 3.0 V10        | M       | 23 | Gastón Mazzacane      | 1-4       | Stéphane Sarrazin Pedro de la Rosa                           |
| Prost Acer                  | Prost-Acer       | AP04       | Acer 01A 3.0 V10        | M       | 23 | Luciano Burti         | 5-14      | Stéphane Sarrazin Pedro de la Rosa                           |
| Prost Acer                  | Prost-Acer       | AP04       | Acer 01A 3.0 V10        | M       | 23 | Tomáš Enge            | 15-17     | Stéphane Sarrazin Pedro de la Rosa                           |

### Csapatváltozások
- A Jordan csapat a Mugen-Honda erőforrásokról a gyári Honda motorjaira váltott.
- Miután a Renault felvásárolta a Supertec-et és elkezdte vele gyártatni a Renault-motorokat, az Arrows leszerződött az Asiatech-kel. A cég a sportágból kivonuló Peugeot szellemi tulajdonát vásárolta fel, és gyártotta az alapján a saját motorjait.
- A Minardi továbbra is átcímkézett Ford-motorokat használt, amelyeket ebben az évben European néven futtattak.
- A Prost szerződést kötött a Ferrarival, amelynek keretén belül az ő 2000-es specifikációjú motorjaikat használhatták, Acer névre átkeresztelve.
- Visszatért a Michelin, mint gumiszállító, így a Bridgestone mellett most már ketten is szerepeltek.

### Pilótaváltozások
- Olivier Panis a BAR pilótája lett, Ricardo Zonta helyén, aki pedig a Jordan tesztpilótája.
- Jenson Buttont ebben az idényben még szerződés kötötte a Williamshez, ezért hivatalosan csak kölcsönadták a Benettonnak. Ő ALexander Wurz helyére érkezett, aki miután összekülönbözött Flavio Briatoréval, elment a McLarenhez tesztpilótának. Button helyére az a Juan Pablo Montoya érkezet a Williamshez, akinek már régóta szerződése volt a csapattal, hogy náluk fog debütálni.
- Szponzorpénzei elfogyása miatt Marc Gené távozott a Minarditól, ezért a Williamshez ment tesztpilótának. Helyére a Minardi Fernando Alonsót igazolta le. Gastón Mazzacane-tól is megváltak, helyette Tarso Marques érkezett vissza, aki korábban már volt a csapat pilótája.
- Mazzacane a Prost csapathoz ment, ahol Nick Heidfeldet váltotta, aki a Sauberhez ment. Heidfeld mellett a másik versenyző Kimi Räikkönen lett, aki ekkor még alig rendelkezett versenyzői tapasztalattal. Pedro Diniz a Saubertől a Prosthoz ment, nem versenyzőként, hanem résztulajdonosként.
- Johnny Herbert otthagyta a Jaguar csapatot, mert azt remélte, hogy 2001-ben a Champs Car bajnokságban fog versenyezni. Mivel ez nem jött össze, ezért az Arrows tesztpilótája lett. A helyére a Jaguar Luciano Burtit léptette elő.
- Pedro de la Rosa helyére Enrique Bernoldi érkezett az Arrows-hoz, ő pedig a Prost tartalékpilótája lett.
- Mazzacane-t Imola után kirúgta a Prost, a helyére Luciano Burti érkezett, aki helyett pedig de la Rosa lett a Jaguar versenyzője.
- Sérülése miatt Heinz-Harald Frentzent a kanadai nagydíjon Ricardo Zonta helyettesítette. A brit nagydíj után aztán Frentzen és Eddie Jordan úgy összekülönböztek, hogy azonnali hatállyal szerződést bontottak, és bírósági ügy lett a dologból. A német nagydíjon újra Zonta helyettesítette őt, ezt követően aztán újabb kavarodás történt: nézeteltérések miatt Jean Alesi is otthagyta a Prost csapatát, és a két pilóta lényegében helyet cserélt: Alesi a Jordan, Frentzen a Prost versenyzője lett.
- Az olasz nagydíjtól kezdve Tarso Marques helyére Malajzia első versenyzője, Alex Yoong érkezett.
- A belga nagydíjon Luciano Burti hatalmas balesetet szenvedett, ezért az idényben többet már nem is állhatott rajthoz. Őt Tomáš Enge helyettesítette.

## Szabályváltozások
- Az első szárnyat 5 cm-rel meg kellett emelni az előző évihez képest, a referenciasíkhoz vonatkoztatva (amely az autó padlólemezének az alja). Ennek a célja a leszorítóerő csökkentése volt.
- A hátsó szárny felső része legfeljebb három, az alsó csak egy kisebb elemet tartalmazhatott.
- Megnövelték a túlélőcella és a cockpit nyílásának méretét, hogy a pilóták lába nagyob biztonságban legyen. Emellett a bukókeretnek négyszer akkora erőhatást kellett kibírnia, mint az előző évben. A töréstesztnél az oldalról jövő erőhatás szimulálása 7 m/s helyett 10 m/s sebességgel történt.
- A gumiabroncsokat immár két ponton is rögzíteni kellett a felfüggesztéshez, nehogy baleset esetén leszakadjanak és elguruljanak.
- Újra bevezettek néhány elektronikai segédletet, mint a kipörgésgátló, a rajtautomatika és az automatikus sebességváltó. Először a spanyol nagydíjon engedélyezték ezeket[3].
- A pénteki két szabadedzésen a pilóták további három szett gumit használhattak[4].
- Bevezették az augusztusi háromhetes nyári szünetet, amely alatt még tesztelni is tilos volt[5].

## Közvetítések
A 2001-es szezonban továbbra is az MTV rendelkezett a magyarországi közvetítési jogokkal. Valamennyi időmérő edzés és futam az M1 csatornán került képernyőre, többnyire élőben, kivéve a felvételről sugárzott ausztrál nagydíjat. A kommentátorok maradtak Mezei Dániel és Palik László, kivéve az utolsó három futamot, amelyeket Palik letiltása miatt Mezei egyedül kommentált. A magyar nagydíj kommentálásában Frankl András is részt vett. Az európai futamokat (az olasz nagydíj kivételével) a helyszínről kommentálták, a többit a budapesti stúdióból. A futamokat követő hétvégéken jelentkezett a Boxutca című műsor, amelyben láthatók voltak a helyszínen készült riportok is.

## Futamok
| #   | Futam                | Időpont        | Helyszín                  | Győztes versenyző  | Konstruktőr      | Összefoglaló |
| --- | -------------------- | -------------- | ------------------------- | ------------------ | ---------------- | ------------ |
| 664 | ausztrál nagydíj     | március 4.     | Melbourne                 | Michael Schumacher | Ferrari          | Összefoglaló |
| 665 | maláj nagydíj        | március 18.    | Sepang                    | Michael Schumacher | Ferrari          | Összefoglaló |
| 666 | brazil nagydíj       | április 1.     | Interlagos                | David Coulthard    | McLaren-Mercedes | Összefoglaló |
| 667 | San Marinó-i nagydíj | április 15.    | Imola                     | Ralf Schumacher    | Williams-BMW     | Összefoglaló |
| 668 | spanyol nagydíj      | április 29.    | Catalunya                 | Michael Schumacher | Ferrari          | Összefoglaló |
| 669 | osztrák nagydíj      | május 13.      | A1-Ring                   | David Coulthard    | McLaren-Mercedes | Összefoglaló |
| 670 | monacói nagydíj      | május 27.      | Monaco                    | Michael Schumacher | Ferrari          | Összefoglaló |
| 671 | kanadai nagydíj      | június 10.     | Circuit Gilles Villeneuve | Ralf Schumacher    | Williams-BMW     | Összefoglaló |
| 672 | európai nagydíj      | június 24.     | Nürburgring               | Michael Schumacher | Ferrari          | Összefoglaló |
| 673 | francia nagydíj      | július 1.      | Magny-Cours               | Michael Schumacher | Ferrari          | Összefoglaló |
| 674 | brit nagydíj         | július 15.     | Silverstone               | Mika Häkkinen      | McLaren-Mercedes | Összefoglaló |
| 675 | német nagydíj        | július 29.     | Hockenheimring            | Ralf Schumacher    | Williams-BMW     | Összefoglaló |
| 676 | magyar nagydíj       | augusztus 19.  | Hungaroring               | Michael Schumacher | Ferrari          | Összefoglaló |
| 677 | belga nagydíj        | szeptember 2.  | Spa-Francorchamps         | Michael Schumacher | Ferrari          | Összefoglaló |
| 678 | olasz nagydíj        | szeptember 16. | Monza                     | Juan Pablo Montoya | Williams-BMW     | Összefoglaló |
| 679 | amerikai nagydíj     | szeptember 30. | Indianapolis              | Mika Häkkinen      | McLaren-Mercedes | Összefoglaló |
| 680 | japán nagydíj        | október 14.    | Suzuka                    | Michael Schumacher | Ferrari          | Összefoglaló |

## A szezon
Schumacher ott folytatta, ahol abbahagyta, és domináns győzelmet aratott az ausztrál nagydíjon. Riválisa, Häkkinen a második helyen haladt sokáig, de a felfüggesztés hibája miatt kiesett, így Coulthard örökölte meg a helyét, Barrichello pedig harmadik lett. Räikkönen élete első versenyét rögtön a hatodik helyen zárta, amivel szerzett egy pontot. A versenyt egy tragédia árnyékolta be: Ralf Schumacher és Jacques Villeneuve ütközése után az egyik pályabírót, Graham Beveridge-et eltalálták a szétrepülő törmelékek, és életét vesztette.
Malajziában a Ferrarié volt az első sor, de megérkezett a hatalmas eső, emiatt mindkét autójuk lecsúszott a pályáról. Visszaestek, de jó érzékkel váltottak átmeneti esőgumira, amikor a többiek még mindig esőgumikon voltak, és így visszakerültek az élre. Schmacher és Barrichello mellett Coulthard állhatott még dobogóra.
Schumacher Brazíliában is a pole-ban volt, de a rajt után egy hatalmas baleset miatt be kellett hívni a safety car-t. Az újraindításnál Montoya váratlanul megelőzte Schumachert és az élre állt. Meg is nyerte volna a versenyt, ha egy lekörözéskor Jos Verstappen nem rohan bele hátulról. Az eleredő esőben a kerékcserék után Coulthard egy mesteri húzással, lekörözés közben előzte meg Schumachert a győzelemért, Heidfeld pedig harmadik lett.
Imolában némi meglepetésre a McLareneké lett az első sor, de már a rajtnál megelőzte őket a harmadik helyről induló Ralf Schumacher, aki meg is nyerte a futamot. Coulthard lett a második, Barrichello a harmadik, Michael Schumachernek pedig technikai problémák miatt ki kellett állnia.
Spanyolországban újra bevezettek egy rakás technikai segédletet, amelyek megkönnyítették ugyan a pilóták dolgát, de a megbízhatóságukkal gondok voltak. Coulthard emiatt beragadt a rajtrácson, és a mezőny végéről kellett rajtolnia. Schumacher és Häkkinen nagy csatát vívtak egymás ellen, és a második boxkiálásnál Häkkinen át is vette a vezetést, jókora előnnyel. Egy körrel a verseny vége előtt azonban megadta magát a kuplungja és kiesett, így ismét Schumacher győzőtt. Montoya lett a második, a dobogóra pedig Villeneuve állhatott még fel, először a BAR történetében.
Ausztriában a két Williams lerajtolta a pole-t megszerző Schumachert, de Ralf Schumacher hamar kiesett. Schumacher és Montoya csatázni kezdtek, majd mindketten lesodródtak a pályáról és visszaestek. Így Coulthard nyert Barrichello és a végén visszakapaszkodó Schumacher előtt.
Monacóban Coulthardé lett a pole, de megint lefulladt a rajtnál. Miután Häkkinen autója újra meghibásodott, a két Ferrari került az élre, és Irvine-é lett a harmadik hely.
Kanadában a Schumacher testvérek küzdöttek egymás ellen, és ezúttal Ralf Schumacher nyert. A sportág történetében először ért célba az első két helyen egy testvérpár. A harmadik Häkkinen lett, aki mindössze most állhatott először dobogóra az idényben.
A Nürburgringen rendezett európai nagydíjon megint a két testvéré volt a főszerep. Michael-é lett a pole Ralf előtt, aki megelőzte a rajt után a testvérét, de átlépte a fehér vonalat az első boxkiállás után, így stop-and-go büntetést kapott. Emiatt ő kikerült a küzdelemből, Michael Schumacher kényelmesen nyert, Montoya lett a második, Coulthard pedig a harmadik.
Franciaországban megint a Schumacher testvéreké volt az első sor, de most Ralfé lett a pole, életében először. Meg is tartotta a vezetést, de a boxkiállások után bátyja megelőzte és elhúzott tőle. Coulthardot megbüntették, mert ő is átlépte a fehér vonalat a boxutcában, Montoya motorja pedig elfüstölt, így Michael és Ralf Schumacher után Barrichello lett a harmadik.
A brit nagydíjon Schumacheré lett a pole és a rajt után is jól jött el. Az 5. körben aztán Häkkinen megelőzte és győzni tudott, méghozzá több mint félperces előnnyel. A harmadik helyre Barrichello ért oda.
A német nagydíj időmérője a Williams pilótáié lett, Montoyával a pole-ban. Sokáig vezetett is, de a motorja ismét megadta magát. Ralf Schumacher örökölte meg a győzelmet, mögötte Barrichello és Villeneuve végeztek. MInd Schumacher, mind a két McLaren kiesett technikai problémák miatt.
A nyári szünet után következett a magyar nagydíj, amit a pole-ból induló Schumacher megnyert, és ez a győzelem elég volt ahhoz, hogy már ekkor megnyerje a világbajnoki címet, karrierje során negyedszer. Mivel Barrichello megszerezte Coulthard elől a második helyet, a Ferrari is konstruktőri bajnok lett.
A belga nagydíjat a két Williams várta az élről, de Montoya a rajtnál lefulladt, Ralf Schumachert pedig megelőzte az első kanyarban a bátyja. Néhány kör elteltével Eddie Irvine és Luciano Burti összeakaszkodtak. Burti autója hatalmas sebességgel, irányíthatatlanul csapódott a gumifalba. Sérülései komolyak voltak, többé már nem is versenyzett. A versenyt felfüggesztették és 36 körre rövidítették. Az újraindításkor Ralf Schumacher autója még mindig az emelőn volt, ezért ő hamar kiszállt a küzdelmekből. Schumacher ismét nyert, Barrichello azonban pórul járt, mert a buszmegálló-sikánban lezúzta az autója első szárnyát, és egy egész kört kellett mennie, hogy le tudja cseréltetni. A dobogóra Coulthard és Fisichella állhattak még fel, Schumacher pedig az 52. győzelmével átvette Alain Prosttól a vezetést a legtöbb győzelem ranglistáján.
Az olasz nagydíj hétvégéje előtt történtek a szeptember 11-i terrortámadások, valamint Alex Zanardi durva balesete a Champ Car-ban. Schumacher ezért azt kérte a versenyzőktől, hogy tiszteletük jeléül menjenek lassan az első kanyarban. Ezt azonban sem Villeneuve, sem Flavio Briatore nem fogadták el. A Ferrarik szponzori matricák nélkül, fekete orrkúppal versenyeztek. A futamon Montoyáé lett a győzelem, karrierje során először, Barrichello és Ralf Schumacher előtt.
Szeptember 11-e után az első nagyobb amerikai sportesemény éppen az amerikai nagydíjhétvége volt. Schumacheré lett a pole a két Williams előtt, de a boxkiállásokat követően kisé megkavarodott a mezőny. Barrichello is esélyes volt a győzelemre, de végül a verseny legvégén technikai hiba miatt ki kellett állnia, így Häkkinen nyert, karrierje során utoljára. Mögötte Schumacher és Coulthard végeztek. Ez voltr a legendás brit kommentátor, Murray Walker utolsó versenye is.
A szezon utolsó versenyét Japánban tartották, ahol Schumacheré let a pole. Meg is nyerte a versenyt, a második Montoya lett, a harmadik helyért azonban nagy volt a verseny: Ralf Schumacher és Barrichello után Häkkinen örökölte meg a pozíciót, de ő az utolsó pillanatban, hálája jeléül átadta azt Coulthardnak.

## A bajnokság végeredménye

### Versenyzők
Pontozás:
| Helyezés | 1. | 2. | 3. | 4. | 5. | 6. | 7.-20. |
| -------- | -- | -- | -- | -- | -- | -- | ------ |
| Pont     | 10 | 6  | 4  | 3  | 2  | 1  | 0      |

| Helyezés | Versenyző    | AUS | MAL | BRA | SMR | ESP | AUT | MON | CAN | EUR | FRA | GBR | GER | HUN | BEL | ITA | USA | JPN | Pontszám |
| -------- | ------------ | --- | --- | --- | --- | --- | --- | --- | --- | --- | --- | --- | --- | --- | --- | --- | --- | --- | -------- |
| 1        | M.Schumacher | 1   | 1   | 2   | Ki  | 1   | 2   | 1   | 2   | 1   | 1   | 2   | Ki  | 1   | 1   | 4   | 2   | 1   | 123      |
| 2        | Coulthard    | 2   | 3   | 1   | 2   | 5   | 1   | 5   | Ki  | 3   | 4   | Ki  | Ki  | 3   | 2   | Ki  | 3   | 3   | 65       |
| 3        | Barrichello  | 3   | 2   | Ki  | 3   | Ki  | 3   | 2   | Ki  | 5   | 3   | 3   | 2   | 2   | 5   | 2   | 15  | 5   | 56       |
| 4        | R.Schumacher | Ki  | 5   | Ki  | 1   | Ki  | Ki  | Ki  | 1   | 4   | 2   | Ki  | 1   | 4   | 7   | 3   | Ki  | 6   | 49       |
| 5        | Häkkinen     | Ki  | 6   | Ki  | 4   | 9   | Ki  | Ki  | 3   | 6   | NI  | 1   | Ki  | 5   | 4   | Ki  | 1   | 4   | 37       |
| 6        | Montoya      | Ki  | Ki  | Ki  | Ki  | 2   | Ki  | Ki  | Ki  | 2   | Ki  | 4   | Ki  | 8   | Ki  | 1   | Ki  | 2   | 31       |
| 7        | Villeneuve   | Ki  | Ki  | 7   | Ki  | 3   | 8   | 4   | Ki  | 9   | Ki  | 8   | 3   | 9   | 8   | 6   | Ki  | 10  | 12       |
| 8        | Heidfeld     | 4   | Ki  | 3   | 7   | 6   | 9   | Ki  | Ki  | Ki  | 6   | 6   | Ki  | 6   | Ki  | 11  | 6   | 9   | 12       |
| 9        | Trulli       | Ki  | 8   | 5   | 5   | 4   | KIZ | Ki  | 11  | Ki  | 5   | Ki  | Ki  | Ki  | Ki  | Ki  | 4   | 8   | 12       |
| 10       | Räikkönen    | 6   | Ki  | Ki  | Ki  | 8   | 4   | 10  | 4   | 10  | 7   | 5   | Ki  | 7   | Ki  | 7   | Ki  | Ki  | 9        |
| 11       | Fisichella   | 13  | Ki  | 6   | Ki  | 14  | Ki  | Ki  | Ki  | 11  | 11  | 13  | 4   | Ki  | 3   | 10  | 8   | Ki  | 8        |
| 12       | Irvine       | 10  | Ki  | Ki  | Ki  | Ki  | 7   | 3   | Ki  | 7   | Ki  | 9   | Ki  | Ki  | Ki  | Ki  | 5   | Ki  | 6        |
| 13       | Frentzen     | 5   | 4   | 11  | 6   | Ki  | Ki  | Ki  |     | Ki  | 8   | 7   |     | Ki  | 9   | Ki  | 10  | 12  | 6        |
| 14       | Panis        | 7   | Ki  | 4   | 8   | 7   | 5   | Ki  | Ki  | Ki  | 9   | Ki  | 7   | Ki  | 11  | 9   | 11  | 13  | 5        |
| 15       | Alesi        | 9   | 9   | 7   | 9   | 10  | 10  | 6   | 5   | 15  | 12  | 11  | 6   | 10  | 6   | 8   | 7   | Ki  | 5        |
| 16       | de la Rosa   |     |     |     |     | Ki  | Ki  | Ki  | 6   | 8   | 14  | 12  | Ki  | 11  | Ki  | 5   | 12  | Ki  | 3        |
| 17       | Button       | 14  | 11  | 10  | 12  | 15  | Ki  | 7   | Ki  | 13  | 16  | 15  | 5   | Ki  | Ki  | Ki  | 9   | 7   | 2        |
| 18       | Verstappen   | 11  | 7   | Ki  | Ki  | 12  | 6   | 8   | 10  | Ki  | 13  | 10  | 9   | 12  | 10  | Ki  | Ki  | 14  | 1        |
| 19       | Zonta        |     |     |     |     |     |     |     | 7   |     |     |     | Ki  |     |     |     |     |     | 0        |
| 20       | Burti        | 8   | 10  | Ki  | 11  | 11  | 11  | Ki  | 8   | 12  | 10  | Ki  | Ki  | Ki  | Ki  | EÜ  | EÜ  | EÜ  | 0        |
| 21       | Bernoldi     | Ki  | Ki  | Ki  | 10  | Ki  | Ki  | 9   | Ki  | Ki  | Ki  | 14  | 8   | Ki  | 12  | Ki  | 13  | 15  | 0        |
| 22       | Marques      | Ki  | 14  | 9   | Ki  | 16  | Ki  | Ki  | 9   | Ki  | 15  | NK  | Ki  | Ki  | 13  |     |     |     | 0        |
| 23       | Alonso       | 12  | 13  | Ki  | Ki  | 13  | Ki  | Ki  | Ki  | 14  | 17  | 16  | 10  | Ki  | Ki  | 13  | Ki  | 11  | 0        |
| 24       | Enge         |     |     |     |     |     |     |     |     |     |     |     |     |     |     | 12  | 14  | Ki  | 0        |
| 25       | Mazzacane    | Ki  | 12  | Ki  | Ki  |     |     |     |     |     |     |     |     |     |     |     |     |     | 0        |
| 26       | Yoong        |     |     |     |     |     |     |     |     |     |     |     |     |     |     | Ki  | Ki  | 16  | 0        |
| Helyezés | Versenyző    | AUS | MAL | BRA | SMR | ESP | AUT | MON | CAN | EUR | FRA | GBR | GER | HUN | BEL | ITA | USA | JPN | Pontszám |

### Konstruktőrök bajnoksága
| Poz. | Konstruktör      | #  | AUS | MAL | BRA | SMR | ESP | AUT | MON | CAN | EUR | FRA | GBR | GER | HUN | BEL | ITA | USA | JPN | Pontok |
| ---- | ---------------- | -- | --- | --- | --- | --- | --- | --- | --- | --- | --- | --- | --- | --- | --- | --- | --- | --- | --- | ------ |
| 1    | Ferrari          | 1  | 1   | 1   | 2   | Ki  | 1   | 2   | 1   | 2   | 1   | 1   | 2   | Ki  | 1   | 1   | 4   | 2   | 1   | 179    |
| 1    | Ferrari          | 2  | 3   | 2   | Ki  | 3   | Ki  | 3   | 2   | Ki  | 5   | 3   | 3   | 2   | 2   | 5   | 2   | 15  | 5   | 179    |
| 2    | McLaren-Mercedes | 3  | Ki  | 6   | Ki  | 4   | 9   | Ki  | Ki  | 3   | 6   | Ni  | 1   | Ki  | 5   | 4   | Ki  | 1   | 4   | 102    |
| 2    | McLaren-Mercedes | 4  | 2   | 3   | 1   | 2   | 5   | 1   | 5   | Ki  | 3   | 4   | Ki  | Ki  | 3   | 2   | Ki  | 3   | 3   | 102    |
| 3    | Williams-BMW     | 5  | Ki  | 5   | Ki  | 1   | Ki  | Ki  | Ki  | 1   | 4   | 2   | Ki  | 1   | 4   | 7   | 3   | Ki  | 6   | 80     |
| 3    | Williams-BMW     | 6  | Ki  | Ki  | Ki  | Ki  | 2   | Ki  | Ki  | Ki  | 2   | Ki  | 4   | Ki  | 8   | Ki  | 1   | Ki  | 2   | 80     |
| 4    | Sauber-Petronas  | 16 | 4   | Ki  | 3   | 7   | 6   | 9   | Ki  | Ki  | Ki  | 6   | 6   | Ki  | 6   | Ki  | 11  | 6   | 9   | 21     |
| 4    | Sauber-Petronas  | 17 | 6   | Ki  | Ki  | Ki  | 8   | 4   | 10  | 4   | 10  | 7   | 5   | Ki  | 7   | Ni  | 7   | Ki  | Ki  | 21     |
| 5    | Jordan-Honda     | 11 | 5   | 4   | 11  | 6   | Ki  | Ki  | Ki  | 7   | Ki  | 8   | 7   | Ki  | 10  | 6   | 8   | 7   | Ki  | 19     |
| 5    | Jordan-Honda     | 12 | Ki  | 8   | 5   | 5   | 4   | KIZ | Ki  | 11  | Ki  | 5   | Ki  | Ki  | Ki  | Ki  | Ki  | 4   | 8   | 19     |
| 6    | BAR-Honda        | 9  | 7   | Ki  | 4   | 8   | 7   | 5   | Ki  | Ki  | Ki  | 9   | Ki  | 7   | Ki  | 11  | 9   | 11  | 13  | 17     |
| 6    | BAR-Honda        | 10 | Ki  | Ki  | 7   | Ki  | 3   | 8   | 4   | Ki  | 9   | Ki  | 8   | 3   | 9   | 8   | 6   | Ki  | 10  | 17     |
| 7    | Benetton-Renault | 7  | 13  | Ki  | 6   | Ki  | 14  | Ki  | Ki  | Ki  | 11  | 11  | 13  | 4   | Ki  | 3   | 10  | 8   | 17  | 10     |
| 7    | Benetton-Renault | 8  | 14  | 11  | 10  | 12  | 15  | Ki  | 7   | Ki  | 13  | 16  | 15  | 5   | Ki  | Ki  | Ki  | 9   | 7   | 10     |
| 8    | Jaguar-Cosworth  | 18 | 11  | Ki  | Ki  | Ki  | Ki  | 7   | 3   | Ki  | 7   | Ki  | 9   | Ki  | Ki  | Ni  | Ki  | 5   | Ki  | 9      |
| 8    | Jaguar-Cosworth  | 19 | 8   | 10  | Ki  | 11  | Ki  | Ki  | Ki  | 6   | 8   | 14  | 12  | Ki  | 11  | Ki  | 5   | 12  | Ki  | 9      |
| 9    | Prost-Acer       | 22 | 9   | 9   | 8   | 9   | 10  | 10  | 6   | 5   | 15  | 12  | 11  | 6   | Ki  | 9   | Ki  | 10  | 12  | 4      |
| 9    | Prost-Acer       | 23 | Ki  | 12  | Ki  | Ki  | 11  | 11  | Ki  | 8   | 12  | 10  | Ki  | Ki  | Ki  | Ni  | 12  | 14  | Ki  | 4      |
| 10   | Arrows-Asiatech  | 14 | 10  | 7   | Ki  | Ki  | 12  | 6   | 8   | 10  | Ki  | 13  | 10  | 9   | 12  | 10  | Ki  | Ki  | 14  | 1      |
| 10   | Arrows-Asiatech  | 15 | Ki  | Ki  | Ki  | 10  | Ki  | Ki  | 9   | Ki  | Ki  | Ki  | 14  | 8   | Ki  | 12  | Ki  | 13  | 15  | 1      |
| 11   | Minardi-European | 20 | Ki  | 14  | 9   | Ki  | 16  | Ki  | Ki  | 9   | Ki  | 15  | NK  | Ki  | Ki  | 13  | Ki  | Ki  | 16  | 0      |
| 11   | Minardi-European | 21 | 12  | 13  | Ki  | Ki  | 13  | Ki  | Ki  | Ki  | 14  | 17  | 16  | 10  | Ki  | Ni  | 13  | Ki  | 11  | 0      |
| Poz. | Konstruktör      | #  | AUS | MAL | BRA | SMR | ESP | AUT | MON | CAN | EUR | FRA | GBR | GER | HUN | BEL | ITA | USA | JPN | Pontok |

### Statisztikák
| #  | Konstruktőr      | Kasztni    | Motor                    | Gumi | Győzelem | Dobogó | Pole | Leggy. kör | Pont |
| -- | ---------------- | ---------- | ------------------------ | ---- | -------- | ------ | ---- | ---------- | ---- |
| 1  | Ferrari          | F2001      | Ferrari 050 V10          | B    | 9        | 24     | 11   | 3          | 179  |
| 2  | McLaren-Mercedes | MP4-16     | Mercedes Benz FO110K V10 | B    | 4        | 13     | 2    | 6          | 102  |
| 3  | Williams-BMW     | FW23       | BMW P80 V10              | M    | 4        | 9      | 4    | 8          | 80   |
| 4  | Sauber-Petronas  | C20        | Petronas 01A V10         | B    |          | 1      |      |            | 21   |
| 5  | Jordan-Honda     | EJ11       | Honda RA001E V10         | B    |          |        |      |            | 19   |
| 6  | BAR-Honda        | 003        | Honda RA001E V10         | B    |          | 2      |      |            | 17   |
| 7  | Benetton-Renault | B201       | Renault RS21 V10         | M    |          | 1      |      |            | 10   |
| 8  | Jaguar-Cosworth  | R2         | Ford Cosworth CR-3 V10   | M    |          | 1      |      |            | 9    |
| 9  | Prost-Acer       | AP04       | Acer V10                 | M    |          |        |      |            | 4    |
| 10 | Arrows-Asiatech  | A22        | Asiatech 001 V10         | B    |          |        |      |            | 1    |
| 11 | Minardi-European | PS01 PS01B | European V10             | M    |          |        |      |            |      |

### Az időmérő edzések végeredménye
| Rajtszám | Versenyző             | AUS | MAL | BRA | SMR | ESP | AUT | MON | CAN | EUR | FRA | GBR | GER | HUN | BEL | ITA | USA | JPN |
| -------- | --------------------- | --- | --- | --- | --- | --- | --- | --- | --- | --- | --- | --- | --- | --- | --- | --- | --- | --- |
| 1        | Michael Schumacher    | 1   | 1   | 1   | 4   | 1   | 1   | 2   | 1   | 1   | 2   | 1   | 4   | 1   | 3   | 3   | 1   | 1   |
| 2        | Rubens Barrichello    | 2   | 2   | 6   | 6   | 4   | 4   | 4   | 5   | 4   | 8   | 6   | 6   | 3   | 5   | 2   | 5   | 4   |
| 3        | Mika Häkkinen         | 3   | 4   | 3   | 2   | 2   | 8   | 3   | 8   | 6   | 4   | 2   | 3   | 6   | 7   | 7   | 4   | 5   |
| 4        | David Coulthard       | 6   | 8   | 5   | 1   | 3   | 7   | 1   | 3   | 5   | 3   | 3   | 5   | 2   | 9   | 6   | 7   | 7   |
| 5        | Ralf Schumacher       | 5   | 3   | 2   | 3   | 5   | 3   | 5   | 2   | 2   | 1   | 10  | 2   | 4   | 2   | 4   | 2   | 3   |
| 6        | Juan Pablo Montoya    | 11  | 6   | 4   | 7   | 12  | 2   | 7   | 10  | 3   | 6   | 8   | 1   | 8   | 1   | 1   | 3   | 2   |
| 7        | Giancarlo Fisichella  | 17  | 16  | 18  | 19  | 19  | 19  | 10  | 18  | 15  | 16  | 19  | 17  | 15  | 8   | 14  | 12  | 6   |
| 8        | Jenson Button         | 16  | 17  | 20  | 21  | 21  | 21  | 17  | 20  | 20  | 17  | 18  | 18  | 17  | 15  | 11  | 10  | 9   |
| 9        | Olivier Panis         | 9   | 10  | 11  | 8   | 11  | 10  | 12  | 6   | 13  | 11  | 11  | 13  | 11  | 11  | 17  | 13  | 17  |
| 10       | Jacques Villeneuve    | 8   | 7   | 12  | 11  | 7   | 12  | 9   | 9   | 11  | 10  | 12  | 12  | 10  | 6   | 15  | 18  | 14  |
| 11/22    | Heinz-Harald Frentzen | 4   | 9   | 8   | 9   | 8   | 11  | 13  | INJ | 8   | 7   | 5   |     | 16  | 4   | 12  | 15  | 15  |
| 11       | Ricardo Zonta         |     |     |     |     |     |     |     | 12  |     |     |     | 15  |     |     |     |     |     |
| 11/12    | Jarno Trulli          | 7   | 5   | 7   | 5   | 6   | 5   | 8   | 4   | 7   | 5   | 4   | 10  | 5   | 16  | 5   | 8   | 8   |
| 12/22    | Jean Alesi            | 14  | 13  | 15  | 14  | 15  | 20  | 11  | 16  | 14  | 19  | 14  | 14  | 12  | 13  | 16  | 9   | 11  |
| 14       | Jos Verstappen        | 15  | 18  | 17  | 17  | 17  | 16  | 19  | 13  | 19  | 18  | 17  | 20  | 21  | 19  | 19  | 20  | 21  |
| 15       | Enrique Bernoldi      | 18  | 22  | 16  | 16  | 16  | 15  | 20  | 17  | 18  | 20  | 20  | 19  | 20  | 21  | 18  | 19  | 20  |
| 16       | Nick Heidfeld         | 10  | 11  | 9   | 12  | 10  | 6   | 16  | 11  | 10  | 9   | 9   | 7   | 7   | 14  | 8   | 6   | 10  |
| 17       | Kimi Räikkönen        | 13  | 14  | 10  | 10  | 9   | 9   | 15  | 7   | 9   | 13  | 7   | 8   | 9   | 12  | 9   | 11  | 12  |
| 18       | Eddie Irvine          | 12  | 12  | 13  | 13  | 13  | 13  | 6   | 15  | 12  | 12  | 15  | 11  | 14  | 17  | 13  | 14  | 13  |
| 19/23    | Luciano Burti         | 21  | 15  | 14  | 15  | 14  | 17  | 21  | 19  | 17  | 15  | 16  | 16  | 19  | 18  | INJ | INJ | INJ |
| 19       | Pedro de la Rosa      |     |     |     |     | 20  | 14  | 14  | 14  | 16  | 14  | 13  | 9   | 13  | 10  | 10  | 16  | 16  |
| 20       | Tarso Marques         | 22  | 20  | 22  | 22  | 22  | 22  | 22  | 21  | 22  | 22  | NK  | 22  | 22  | 22  |     |     |     |
| 20       | Alex Yoong            |     |     |     |     |     |     |     |     |     |     |     |     |     |     | 22  | 22  | 22  |
| 21       | Fernando Alonso       | 19  | 21  | 19  | 18  | 18  | 18  | 18  | 22  | 21  | 21  | 21  | 21  | 18  | 20  | 21  | 17  | 18  |
| 23       | Gastón Mazzacane      | 20  | 19  | 21  | 20  |     |     |     |     |     |     |     |     |     |     |     |     |     |
| 23       | Tomáš Enge            |     |     |     |     |     |     |     |     |     |     |     |     |     |     | 20  | 21  | 19  |
| Rajtszám | Versenyző             | AUS | MAL | BRA | SMR | ESP | AUT | MON | CAN | EUR | FRA | GBR | GER | HUN | BEL | ITA | USA | JPN |